# NGC 745
NGC 745 è una vasta galassia lenticolare situata nella costellazione dell'Eridano, a una distanza di circa 281 milioni di anni luce dalla nostra Via Lattea.

## Scoperta
La galassia è stata scoperta il 27 ottobre 1834 dall'astronomo britannico John Herschel.

## Descrizione
NGC 745 forma un gruppo di galassie con PGC 95386 (NGC 745 NED02) e NGC 745 NED01.